# Ośrodek Odosobnienia w Grodkowie
Ośrodek Odosobnienia w Grodkowie – miejsce osadzania więźniów politycznych z okresu stanu wojennego, funkcjonujące od 24 grudnia 1981 r. do 14 grudnia 1982 r. Zlokalizowany na terenie Zakładu Karnego w Grodkowie.

## Historia

### Tło historyczne
Ośrodki odosobnienia powstały w związku z wprowadzeniem 13 grudnia 1981 r. stanu wojennego. W celu odizolowania działaczy NSZZ „Solidarność” oraz innych antysystemowych organizacji podziemnych władze komunistyczne, na podstawie art. 42 ust. 1 dekretu o wprowadzeniu stanu wojennego, miały możliwość internowania osób „(...) w stosunku do których ze względu na dotychczasowe zachowanie zachodzi uzasadnione podejrzenie, że pozostając na wolności nie będą przestrzegać porządku prawnego albo prowadzić będą działalność zagrażającą interesom bezpieczeństwa lub obronności państwa”. Internowanie miało odbywać się na podstawie decyzji komendant wojewódzki Milicji Obywatelskiej, jego decyzja miała rygor natychmiastowej wykonalności. Długość pobytu w ośrodku internowania nie była określona, dekret zawierał ogólne stwierdzenie „(...) mogą być oni internowani na czas obowiązywania stanu wojennego w ośrodkach odosobnienia”. 

### Historia Ośrodka
Ośrodek powstał na terenie grodkowieskiego Zakładu Karnego, które było Oddziałem Zewnętrznym Zakładu Karnego w Brzegu. Była to pierwotnie placówka o złagodzonym rygorze, więźniowie pracowali poza jej terenem, a cele nie były zamykane.
Ośrodek Odosobnienia w Grodkowie powstał jako jeden z 46 ośrodków utworzonych na mocy zarządzenia ministra sprawiedliwości z 13 grudnia 1981 r. Dotychczasowych osadzonych przewieziono do zakładu w Brzegu, tam też oddelegowano funkcjonariuszy Służby Więziennej. Obiekty dostosowano do nowych zadań, na stanowisko komendanta został powołany mjr Henryk Czaplicki z Zakładu Karnego w Brzegu. Pierwszy transport 112 osadzonych dotarł do Grodkowa 24 grudnia 1982 r. W większości przypadków osadzani w Grodkowie byli działacze opozycji z Wrocławia, Jeleniej Góry, Nysy i Opola. Wśród nich znalazła się liczna grupa dziennikarzy i techników z Telewizji Wrocław. Duży odsetek osadzonych stanowiły osoby z wyższym wykształceniem oraz takie, które nigdy nie przebywał w aresztach i zakładach karnych.
Kolejne transporty do Grodkowa przybywały 8 stycznia, 1, 29 i 30 lipca. Osadzeni byli traktowani zgodnie z regulaminem obowiązujących tymczasowo aresztowanych. Dodatkowo komendant ośrodka mógł we własnym zakresie zaostrzać lub łagodzić zasady pobytu. Warunki bytowe w Grodkowie określano jako trudne, wynikało to tego, że do pobytu internowanych zaadaptowano więzienie. Cele były umieszczone na dwóch kondygnacjach, na każdym znajdowały się niewielkie świetlice. Pomieszczenia były przeludnione, osadzeni byli zmuszeni przechowywać w nich swoje rzeczy osobiste, dla odwiedzających nie było poczekalni. Były wyposażone w wolnostojące muszle sedesowe, osadzeni sami budowali kotary zapewniające prywatność. Aby poprawić warunki bytowe, osadzeni we własnym zakresie wykonywali drobne prace remontowe, np. cyklinowali parkiet. Dopiero w połowie 1982 r. do cel doprowadzono ciepłą wodę. Sytuacja uległa poprawieniu w połowie roku, kiedy część osadzonych przeniesiono do innych ośrodków, m.in. do Uherców. Relokacje odbywały się jednak z użyciem siły, pozbawieniem osadzonych rzeczy podczas rewizji osobistej, internowani nie byli informowani dokąd są przenoszeni a wielogodzinny transport odbywał się w warunkach ciasnoty i braku dostępu do sanitariatów. Jednocześnie przystąpiono do zwolnień internowanych z Ośrodka, w lipcu wypuszczono pierwszą grupę liczącą jedenaście osób. Poprawa warunków była jednak krótkotrwała. W związku z likwidacją ośrodków w Nysie i Głogowie do Grodkowa trafili internowani z tych ośrodków. Grodków stał się ośrodkiem zbiorczym dla Polski południowo-zachodniej, osadzano w nim osoby zameldowane w województwie opolskim, wrocławskim wałbrzyskim, legnickim, jeleniogórskim, gorzowskim, zielonogórskim oraz kaliskim.
Poruszanie się internowanych po terenie ośrodka było ograniczone w większym stopniu, niż dotyczyło to przebywających tam wcześniej skazanych. Przez pierwsze trzy miesiące cele były zamknięte na stałe, internowani nie mieli prawa do spacerów. Sytuacja uległa zmianie w lutym 1982 r. po interwencji Międzynarodowego Czerwonego Krzyża, kiedy to wprowadzono godzinne spacery i otwierano cele cztery godziny na dobę. Czas spacerów i otwarcia cel ulegał stopniowo wydłużeniu, w maju było to odpowiednio 3 i 11 godzin. Od sierpnia odstąpiono od zamykania cel, a osadzeni mogli spacerować od 8:00 do 18:00. Funkcjonariusze korzystali z prawa do przeszukiwania cel, których dokonywano zazwyczaj dwa razy w miesiącu. Kontroli podlegały również paczki przekazywane przez rodziny. Pomimo tej kontroli kolejne przeszukania kończyły się wykryciem przedmiotów, które budziły wątpliwości personelu, tj. grzałki elektryczne, lampki nocne, aparaty fotograficzne, materiały propagandowe (transparenty, znaczki, ulotki) czy materiały poligraficzne (farby, kalki, tusze, ryzy papieru). 
Plan dnia zakładał pobudkę o godz. 7:00 a rozpoczęcie ciszy nocnej o 22:00. W międzyczasie osadzeni brali udział w dwóch apelach (porannymi i wieczornym) oraz mieli dwukrotnie wyznaczony czas na zajęcia kulturalno-światowe. Raz w tygodniu (w piątek) mieli możliwość skorzystania z prysznica oraz w środy i soboty mogli skorzystać z golenia i strzyżenia. Otrzymywali trzy posiłki o łącznej wartości 2600 kalorii, jednak z ich wspomnień wynika, że większość żywności otrzymywali od rodzin w ramach regulaminowych dwóch paczek miesięcznie. Dostarczaniem środków spożywczych zajmowały się również organizacje krajowe i międzynarodowe. Skutkowało to powstawaniu nadwyżek żywności u osadzonych, którzy przekazywali je swoim rodzinom na wolności. Widzenia z najbliższymi były możliwe raz w miesiącu, wówczas też mogli otrzymać od rodziny paczki lub przekazać najbliższym jakieś przedmioty. Najczęściej wówczas dochodziło do przemycania korespondencji czy grypsów ukrytych w opakowaniach żywności.
W Ośrodku nie dochodziło do otwartych form oporu osadzonych. Wiązało się to z doborem pensjonariuszy, którzy nie mieli doświadczeń związanych z pobytami w ośrodkach odosobnienia. Ponadto władze dokonały skutecznego rozdzielenia osadzonych – robotników osadzono w celach na parterze a inteligencję na piętrze. Zmniejszyło to możliwość wewnętrznej komunikacji oraz spowodowało powstanie wyraźnych podziałów. Sytuacja zmieniła się w lipcu 1982 r., kiedy do Grodkowa przeniesiono internowanych osadzonych wcześniej w innych ośrodkach i mających doświadczenie w stawianiu oporu władzom ośrodków. Jedynie trudna sytuacja lokalowa (ciasnota w celach, brak sanitariatów) skłaniała pensjonariuszy Ośrodka do różnych formo oporu – od odmowy wykonywania poleceń funkcjonariuszy SW przez niszczenie zamków cel, wywieszanie flagi transparentów do strajków głodowych. Wówczas przebywało na terenie Ośrodka 98 osadzonych, co nawet komisja z Centralnego Zarządu Zakładów Karnych oceniała jako przeludnienie. Działania osadzonych przyczyniły się do zwiększenia ich swobód. Władze Ośrodka starały się wpływać na zachowanie osadzonych poprzez system nagród i kar. Jedną z nagród było m.in. dodatkowe widzenie z rodziną. Najczęstszymi karami było osadzanie w osobnym pomieszczeniu na kilka dni, pozbawianie możliwości zakupów lub otrzymywania paczek żywnościowych. Internowani solidaryzowali się z osobami karanymi, m.in. jeden z nich poprosił o ukaranie go za popełnione wykroczenie w takim samym wymiarze jak innych pensjonariuszy Ośrodka. Prośbę uzasadnił tym, że brał udział w tym samym zdarzeniu, a ponadto „przebywanie w odosobnieniu dostarcza więcej czasu na filozoficzne badania nad teorią Dzikiego Psa Pustynnego”. W stosunku do osadzonych władze komunistyczne podjęły próby reedukacji, które miały służyć odizolowaniu osób wahających się od liderów opozycji. Odbywało się to w ramach wykładów organizowanych przez pracowników Ministerstwa Spraw Zagranicznych, Urzędu Rady Ministrów, Akademii Sztabu Generalnego czy Wojskowej Akademii Politycznej.
Większość osadzonych po raz pierwszy zmagała się z pobytem w warunkach więziennych. Wolny czas starano się zagospodarowywać podczas zajęć kulturalnych, w ramach których były prowadzone wykłady z filozofii, psychologii czy psychiatrii. Prowadzono naukę języka angielskiego i francuskiego oraz zajęcia plastycznych. Ponadto wytwarzano, podobnie jak w innych ośrodkach tego typu, antysystemowe znaczki, pieczątki, transparenty czy ulotki. Jednym z osadzonych był Artur Żurek, uczeń V liceum Ogólnokształcącego we Wrocławiu. Osadzeni przygotowali go do egzaminu maturalnego, który też zorganizowali na terenie Ośrodka.
Łącznie przez Ośrodek przewinęło się 431 internowanych, większość z nich (90%) pochodziła z Wrocławia. W większości były to osoby młode z wyższym wykształceniem. Przez większość czasu funkcjonowania Ośrodek był przepełniony – władze oceniały jego pojemność na 50 osadzonych ale przebywało w nim jednocześnie od 80 do 100 osób. W celach przewidzianych na dwie osoby często przebywało ich cztery lub pięć. 
Na terenie Ośrodka przebywało 30 funkcjonariuszy Służby Więziennej, w skład personelu wchodziła też pielęgniarka, felczer, lekarz internista i stomatolog. Do 25 stycznia 1982 r. funkcję komendanta pełnił mjr Henryk Czaplicki, zastąpił go por. Zenon Michalak, który pełnił tę funkcję do zamknięcia ośrodka 14 grudnia 1982 r.